# The Tempest (opera)
The Tempest (Stormen) är en opera i tre akter med musik av Thomas Adès och libretto av Meredith Oakes efter William Shakespeares pjäs Stormen (1623).

## Bakgrund och premiär
Efter succén med Powder Her Face beställde Royal Opera House, Covent Garden, en ny opera av Adès i slutet av 1990-talet. En poetisk version av Jonestonmassakern 1978 förbereddes men Adès fann den omöjlig att tonsätta. Slutligen fann han det libretto han sökte i samarbetet med Meredith Oakes.
Operan blev en samproduktion med Köpenhamnsoperan och Opéra national du Rhin i Strasbourg. The Tempest hade premiär den 10 februari 2004 på Royal Opera House i London och blev en succé. Senare följde uppsättningar i Strasbourg och Köpenhamn 2005. I USA sattes operan upp den 29 juli 2006 på Santa Fe Opera i Santa Fe, New Mexico.

## Meredith Oakes libretto
Vad gäller orden så är det inte Shakespeares; men vi får någonting som påminner om dem vid nyckelscener, skrivna av Meredith Oakes i rimmande kupletter med uttrycksfull klarhet. Rent och snyggt.–Michael Whites recension vid 2004 års premiär på Royal Opera House i The Independent 
Operan är ett briljant svar på pjäsen, snarare än en iscensättning av den. Medan helt sann i pjäsens anda är den inte begränsad av den. Den är sig själv nog, och tillåter sig ha en egen existens och genklang.–Jonathan Kent, regissör för 2006 års uppsättning på Santa Fe Opera production 
I sitt sökande efter nya projekt såg Adès Jonathan Kents iscensättning av Shakespeares The Tempest på Almeida Theatre i London 2000. För det nya librettot vände sig Adès till den erfarne dramatikern Meredith Oakes, som i sin repertoarlista hade skrivit ett kort operalibretto till Miss Treat (2002); sedan tidigt 1990-tal även flera originalpjäser, översättningar och bearbetningar av klassiska och moderna dramer; och för televisionen författat huvudhistorien i Prime Suspect 4 (1995).
Snarare än att överföra Shakespeares ord direkt till librettot har Oakes anammat greppet att förkorta ned stor del av texten får att komma till kärnan och hon har åstadkommit ett kompakt libretto där huvuddelen av texten är i form av rimmande kupletter. Flertalet exempel ges i följande synopsishandling och de illustrerar Oakes teknik men det innebär inte alltid att Shakespears text tas bort helt, som i följande exempel.
| Resultatet blir att originalets: Full fathom five thy father lies Of his bones are coral made; Those are pearls that were his eyes | i librettot blir: Five fathoms deep Your father lies Those are pearls That were his eyes |

### Skillnader mellan librettot och pjäsen
Librettot är indelat i tre akter, vardera lika i längd. Precis som i Shakespeares akt 1, scenerna 1 och 2, introduceras de fem huvudkaraktärerna. Allt eftersom relationen mellan Miranda och Ferdinand fördjupas vänder sig operan bort från Shakespeares presentation av Prospero som den godhjärtade trollkarlen, kontrollanten av de ungas spirande kärlek genom sin magi.
I en avsides kommentar till Ariel säger han:
They are both in either's pow'rs. But this swift business

I must uneasy make, lest too light winning

Make the prize light
och senare, när hans metoder börjar gå effekt: "It works". Libretto föreslår en mer fatalistiskt acceptans hos Prospero när det gäller förlusten av dottern till den unge prinsen. Därför, medan Shakespeares akt 1 slutar med att Prospero ber Ariel om fler tjänster som innebär att föra hovet till hans del av ön, föreslår Oakes libretto en mer hämnande Prospero:
I must punish him

And the rest as well

Bring me to them, Ariel.
Shakespeares akt 3, scen 2, i vilken Prospero accepterar Ferdinand och Mirandas relation, och senare i akt 4, scen 1, hans:
for I

Have given you here a third of mine own life
kontrasterar skarpt mot slutet i Oakes akt 2 i vilken Miranda och Ferdinand finner varandra igen och förklarar varandra sin kärlek, alltmedan de övervakas av Prospero, som friger Ferdinand men beklagar förlusten av sina krafter i:
Miranda

I've lost her

I cannot rule their minds

My child has conquered me

A stronger power than mine

Has set the young man free.
I Oakes akt 2 förekommer händelser på scenen inför hela hovet snarare än i separata scener som i Shakespeares akt 2.

## Personer
| Roller                               | Stämma          | Världspremiär Royal Opera House 10 februari 2004 (Dirigent: Thomas Adès) | Amerikapremiär Santa Fe Opera 29 juli 2006 (Dirigent: Alan Gilbert) |
| ------------------------------------ | --------------- | ------------------------------------------------------------------------ | ------------------------------------------------------------------- |
| Miranda, Prosperos dotter            | mezzosopran     | Christine Rice                                                           | Patricia Risley                                                     |
| Prospero, rättmätig hertig av Milano | baryton         | Sir Simon Keenlyside                                                     | Rod Gilfry                                                          |
| Ariel, en ande                       | koloratursopran | Cyndia Sieden                                                            | Cyndia Sieden                                                       |
| Caliban, en vilde                    | tenor           | Ian Bostridge                                                            | William Ferguson                                                    |
| Ferdinand, son till kung Alonso      | tenor           | Toby Spence                                                              | Toby Spence                                                         |
| Stefano, en berusad butler           | basbaryton      | Stephen Richardson                                                       | Wilbur Pauley                                                       |
| Trinculo, en narr                    | countertenor    | Lawrence Zazzo                                                           | David Hansen                                                        |
| Antonio, Prosperos broder            | tenor           | John Daszak                                                              | Derek Taylor                                                        |
| Sebastian, Kung Alonsos broder       | baryton         | Christopher Maltman                                                      | Keith Phares                                                        |
| Gonzalo, en ärlig rådgivare          | basbaryton      | Gwynne Howell                                                            | Gwynne Howell                                                       |
| Alonso, Kung av Neapel               | tenor           | Philip Langridge                                                         | Chris Merritt                                                       |
| Kör: Gäster till kung Alonso         |                 |                                                                          |                                                                     |

## Handling
Citaten nedan återfinns i Meredith Oakes publicerade libretto.

### Akt 1
Scen 1: Hovet
Med hjälp av sina magiska krafter har Prospero skapat en stor storm, i vilken skeppet som för hans broder Antonio (som har utmanat hans position som hertig av Milano) har lidit skeppsbrott. Ombord på skeppet fanns även kung Alonso, hertigen av Neapel, Alonsos son Ferdinand och deras hov. 
Scen 2: Miranda och Prospero
Miranda förfäras över den förödelse som fadern har åstadkommit, men Prospero förklarar hur hans broder tog hans tron och hur de blev satta i en liten båt tolv år tidigare. Deras enda hjälp var den trogne hovmannen Gonzalo. Prospero försänker Miranda i sömn.
Scen 3: Ariel och Prospero
Ariel berättar att hon har utfört Prosperos order och han ger ytterligare ordern att se till de skeppsbrutna med "Not a hair perished/ On their clothes no blemish". "I'll clean them and dry them/ And set them on the island".
Scen 4: Caliban och Prospero (Miranda sovande)
Caliban dyker upp och ifrågasätter varför Prospero har orsakat denna förödelse. Prospero skickar bort honom – "Abhorrent slave/ Go to your cave" – och tillkallar Ariel.
Scen 5: Prospero och Ariel (Miranda sovande)
Ariel berättar för Prospero att hon har utfört hans order. Han beordrar henne att föra hit kungens son Ferdinand. Ariel frågar när hon ska bli fri från hans tjänst och hon får svaret: efter tolv år. De båda gömmer sig och lämnar den sovande Miranda på stranden.
Scen 6: Ferdinand och Miranda (med Prospero och Ariel gömda)
Ferdinand anländer till ön och finner den sovande Miranda. Först tror han att hon är en ande och när hon vaknar undrar hon vem han är: "I never saw/ Your like before". De attraheras av varandra, men Prospero kommer och konfronterar Ferdinand med vad Alonso gjorde. Ferdinand förklarar sin kärlek till Miranda och går med på vad som helst från Prosperos sida, men Prospero förklarar honom ovärdig för Miranda och ger Ariel order att föra hit Alonso och hans följe.

### Akt 2
Scen 1: Kungen och hover på ön. (Prospero och Ariel gömda)
Kören förundras över hur de kom oskadda genom stormen och skeppsbrottet. Från sin dolda position ger Prospero Ariel order att "Taunt them, haunt them/ Goad and tease/ Prick them, trick them/ Give them no peace". Kungen sörjer förlusten av sin son och Gonzalo försöker trösta honom, men Ariels tricks börjar på nytt. Han härmar deras röster och splittrar dem varpå de börjar gräla. Konflikten avbryts av att Caliban dyker upp.
Scen 2: Caliban och hovet
Trincolo och Stefano börjar förse Caliban med sprit. Ariel fortsätter med sina hyss och försäkrar gruppen att inte vara rädda, att "the island's full of noises" och förklarar sin uppenbarelse där, men innan han kan yttra Prosperos namn blir han stum och lämnar gruppen. Konfunderade ger sig kungen och Gonzalo av för att söka igenom ön. Prospero använder sin magi för att sända dem att "search/ Where there's no path/ Go in circles/ Drink the salt marsh".
Scen 3: Caliban, Stefano och Trincolo
För en kort stund överväger de att återinsätta Caliban som öns härskare.
Scen 4: Ferdinand och Miranda (med Prospero gömd)
Paret förklarar varandra sin kärlek. Miranda friger Ferdinand, varpå Prospero accepterar förlusten av sin dotter: "Miranda/ I've lost her/ I cannot rule their minds/ My child has conquered me/ A stronger power than mine/ Has set the young man free".

### Akt 3
Scen 1: Caliban, Trincolo och Stefano är alla berusade
Trion hoppar omkring över ön och tillkännager att snart ska Stefano bli kung över ön och Caliban ska friges.
Scen 2: Prospero och Ariel, följda av hovets ankomst
Ariel förklarar att hon har lett hovet runt ön och ber om att friges. Kungen och hovet är utmattade och nära att kollapsa; alla faller i sömn förutom Antonio och Sebastian. De båda börjar planlägga att döda kungen men avbryts av den gömda Ariels vädjan till de sovande att vakna. Efter att ha skapat en festmåltid av ingenting får hon den lika snabbt att försvinna och leder sedan gruppen vidare till ytterligare mysterier. Prospero kommenterar sin kraft över fienden.
Scene 3: Miranda och Ferdinand återvänder till Prospero
Paret berättar för Prospero att de har gift sig och Ariel kommer med lyckönskningar och budet att Ferdinands fader lever. Prospero berättar att han ska sluta med magi: "Our revels are ended/ Why do you stare?/ He's melted into air/ So cities will perish/ Palaces vanish/ The globe itself/ Dissolve/ Nothing stay/ All will fade". Caliban, Trincolo och Stefano kommer. Den förre berättar om sina känslor för Miranda "We'll have Calibans/ Many and strong". Med avsky ser Prospero till att de försvinner. Ariel dyker upp och lovas frihet inom en timme.
Scen 4: Alla utom Caliban
Prospero visar sig för kungen och hans hov. Han visar även upp Ferdinand och Miranda för Alonso. Då även Stefano och Trincolo dyker upp är hovet fulltaligt; "Bless this isle/ Where Prospero found his dukedom/ Ferdinand his bride/ And Naples Ferdinand" säger Gonzalo medan alla beger sig mot det reparerade skeppet. Prospero sluter fred med kungen, förlåter sin broder och bryter itu sin stav varpå Ariel är fri. Hennes röst hörs utanför scenen.
Scen 5: Caliban ensam, med Ariel offstage
Caliban står ensam på ön och funderar över vad som skett: "Who was here/ Have they disappeared?". Ariels röst hörs utanför scenen.